# Flatskär (invid Äspskär, Kökar, Åland)
Flatskär är en ö i Åland (Finland). Den ligger i Skärgårdshavet och i kommunen Kökar i landskapet Åland, i den sydvästra delen av landet. Ön ligger omkring 58 kilometer öster om Mariehamn och omkring 230 kilometer väster om Helsingfors.
Öns area är 5,1 hektar och dess största längd är 370 meter i sydöst-nordvästlig riktning.